# 西堀 (新座市)

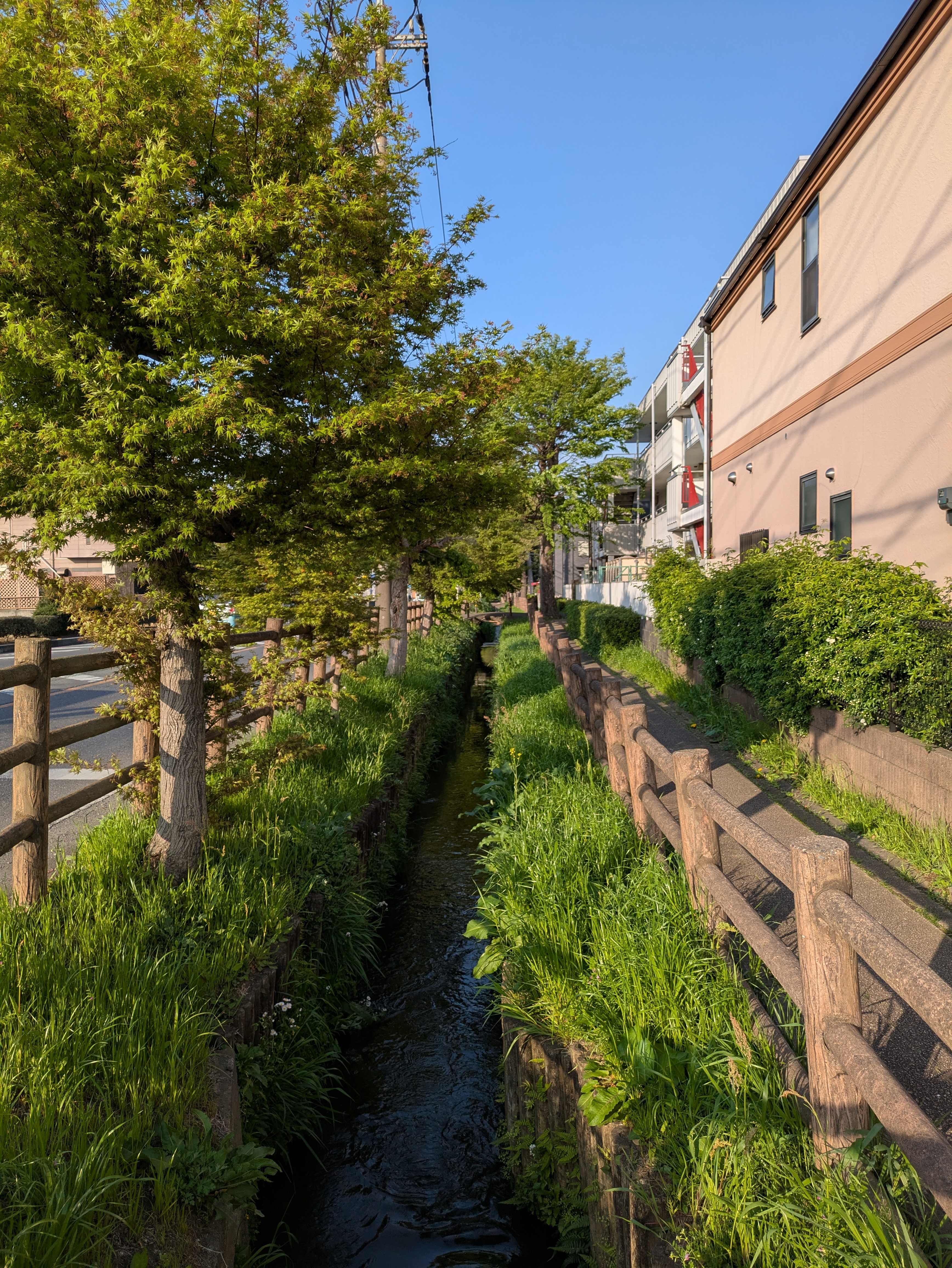
御成橋付近の野火止用水

西堀（にしぼり）は、埼玉県新座市の町名。現行行政地名は西堀一丁目から三丁目。郵便番号は352-0031。

## 地理
埼玉県新座市南西部、関越自動車道の西側に位置する。
東京都に突き出したエリアである。東は同じ埼玉県新座市のあたご、本多、石神、西は埼玉県新座市新堀に接しているが、北は東京都清瀬市、中清戸、下清戸。南は東京都東久留米市金山町、上の原と、南北を東京都に挟まれる形で隣接している。

### 河川
- 野火止用水

## 歴史
もとは江戸期より存在した新座郡野方領に属する西堀村であった。
- はじめは川越藩領で、のちに平林寺領となる。
- 1871年（明治4年）11月14日 - 第1次府県統合により、入間県の管轄となる。
- 1873年（明治6年）6月15日 - 入間県が群馬県（第1次）と合併して熊谷県の管轄となる。
- 1876年（明治9年）8月21日 - 第2次府県統合により、埼玉県の管轄となる。
- 1879年（明治12年）3月17日 - 郡区町村編制法により成立した新座郡に属す。
- 1889年（明治22年）4月1日 - 町村制の施行に伴ない、大和田町と野火止村、北野村、菅沢村、西堀村が合併し、大和田町が成立。西堀村は大和田町の大字西堀となる。
- 1896年（明治29年）4月1日 - 新座郡の北足立郡への編入に伴い、北足立郡に属す。
- 1955年（昭和30年）3月1日 - 大和田町が片山村と合併し、新座町が成立。新座町の大字となる。
- 1970年（昭和45年）11月1日 - 市制施行により、新座市の大字となる。
- 1973年（昭和48年）7月1日 - 住居表示の実施に伴ない[4]、大字西堀、野火止の各一部から西堀一丁目〜三丁目が成立[5]。また、同日、大字西堀の一部が新堀一〜三丁目、本多一丁目・二丁目の各一部となる。
- 1974年（昭和49年）8月1日 - 大字西堀が野火止二丁目の一部となる[6]。大字西堀が消滅[7]。

## 世帯数と人口
2017年（平成29年）1月1日現在の世帯数と人口は以下の通りである。
| 丁目       | 世帯数    | 人口    |
| ---------- | --------- | ------- |
| 西堀一丁目 | 747世帯   | 1,895人 |
| 西堀二丁目 | 1,490世帯 | 3,791人 |
| 西堀三丁目 | 65世帯    | 129人   |
| 計         | 2,302世帯 | 5,815人 |

## 小・中学校の学区
市立小・中学校に通う場合、学区（校区）は以下の通りとなる。
| 丁目       | 番地 | 小学校             | 中学校             |
| ---------- | ---- | ------------------ | ------------------ |
| 西堀一丁目 | 全域 | 新座市立西堀小学校 | 新座市立第六中学校 |
| 西堀二丁目 | 全域 | 新座市立西堀小学校 | 新座市立第六中学校 |
| 西堀三丁目 | 全域 | 新座市立西堀小学校 | 新座市立第六中学校 |

## 交通

### 鉄道
| バス利用で利用可能駅                                 |
| ---------------------------------------------------- |
| 西武池袋線 - 清瀬駅(SI15) JR武蔵野線 - 新座駅(JM 29) |

鉄道空白地帯となる。距離的に最寄駅は西武池袋線の東久留米駅、清瀬駅となり、両駅の商圏としての影響と流動が少なくない。

### バス
一般路線
- 西武バス - 新座営業所が管轄

コミュニティバス

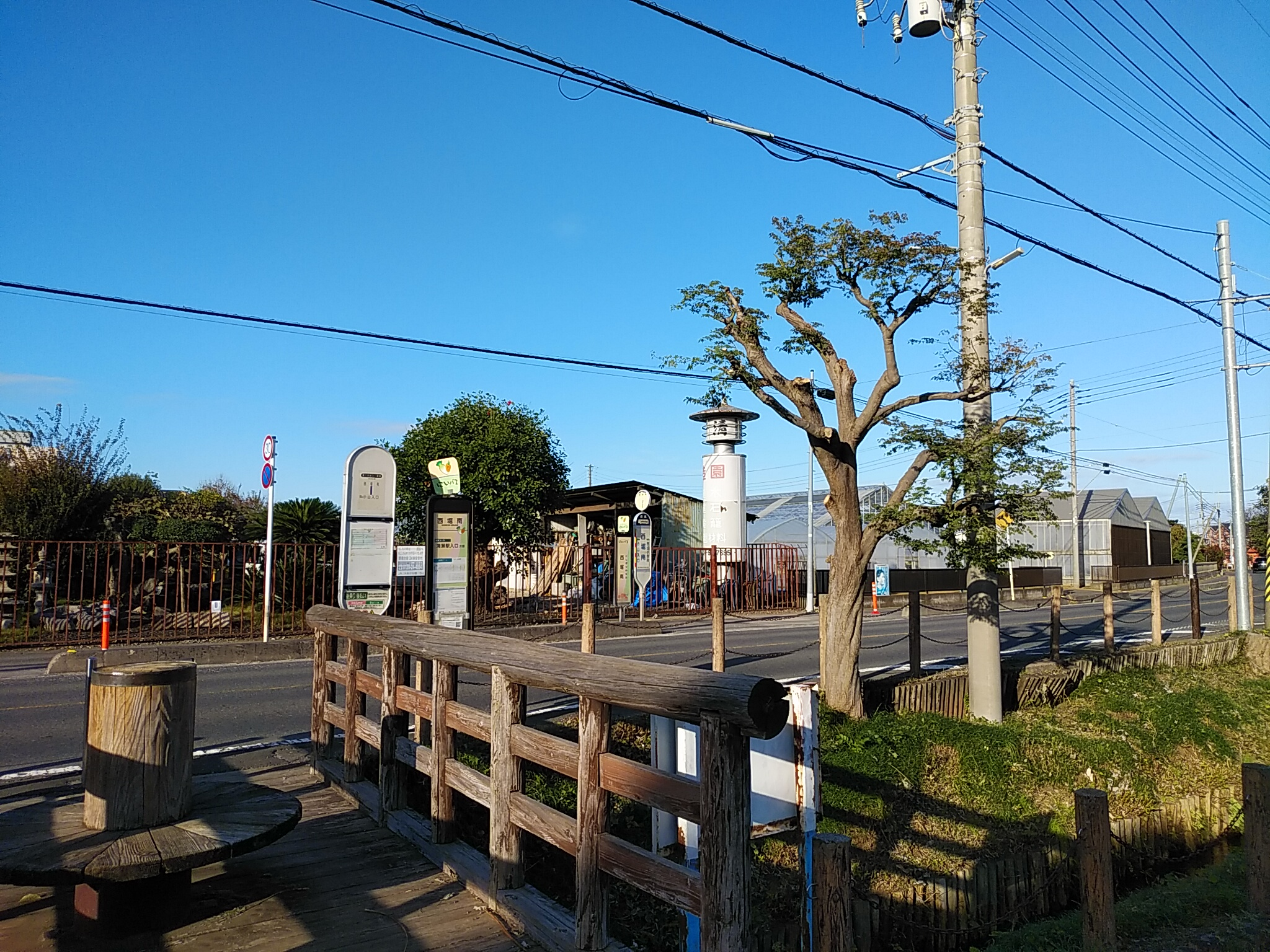
野火止用水に設置された西堀南バス停

- にいバス - 東武バスウエスト新座営業事務所が新座市より運行受託

### 道路
- 水道道路

## 施設
1丁目
- 西堀福音教会
- 光第二保育園

2丁目
- 新座市立西堀小学校
- 西堀保育園

3丁目
- 米軍通信隊（大和田通信所）